# Estación de Gádor
Gádor es una estación ferroviaria situada en el municipio español de Gádor, en la provincia de Almería, comunidad autónoma de Andalucía. Las instalaciones disponen de servicios de Larga y Media Distancia operados por Renfe.

## Situación ferroviaria
Las instalaciones se encuentran situadas en el punto kilométrico 234,3 de la línea férrea de ancho ibérico Linares Baeza-Almería, a 161 metros de altitud sobre el nivel del mar, entre las estaciones de Santa Fe-Alhama y Benahadux-Pechina. El trazado es de vía única y está electrificado.

## Historia
La estación fue inaugurada el 26 de julio de 1895 con la apertura del tramo Guadix-Almería de la línea de férrea que pretendía unir Linares con el puerto de Almería hecho que no se alcanzó hasta 1904 dadas las dificultades encontradas en algunos tramos. Su construcción corrió a cargo de la Compañía de los Caminos de Hierro del Sur de España, que mantuvo su titularidad hasta 1929, cuando pasó a ser controlada por la Compañía de los Ferrocarriles Andaluces.  
«Andaluces», como así se le conocía popularmente, ya llevaba años explotando la línea tras serle arrendada la misma en 1916. Un alquiler no demasiado ventajoso y que se acabó cerrando con la anexión de la compañía en 1929. Pero esta situación duraría poco tiempo. En 1936, durante la Segunda República, «Andaluces» fue incautada debido a sus problemas económicos y se asignó a la Compañía Nacional de los Ferrocarriles del Oeste la gestión de las líneas que «Andaluces» explotaba. En 1941, tras la nacionalización de los ferrocarriles de ancho ibérico, las instalaciones pasaron a formar parte de la recién creada RENFE. 
Desde el 31 de diciembre de 2004 Renfe Operadora explota la línea mientras que Adif es la titular de las instalaciones ferroviarias.

## La estación

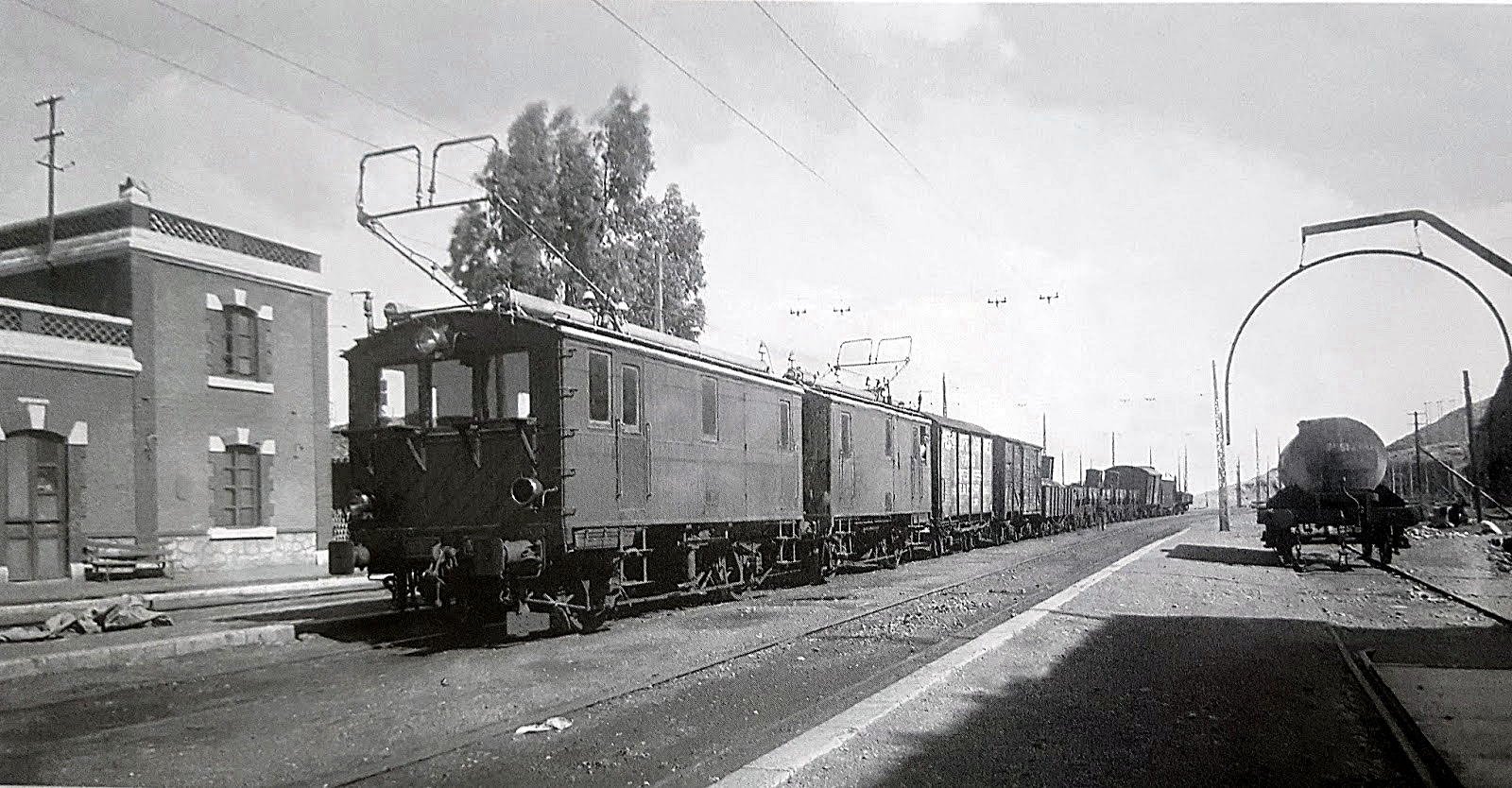
Un convoy de mercancías arrastrado por tracción eléctrica atraviesa la estación, en 1946.

Se ubica al noreste del núcleo urbano, cerca del mismo. Su edificio para viajeros al igual que otros de este tramo, está formados por una estructura de planta baja rectangular al que se adosa una torre de dos alturas. Cuenta con dos andenes, uno lateral y otro central al que acceden tres vías. 

## Servicios ferroviarios

### Larga Distancia
Renfe presta servicios de Larga Distancia en la estación utilizando un Talgo comercializado como Intercity que une las ciudades de Almería y Madrid.

### Media Distancia
A través de su línea 68 Renfe une Granada con Almería usando trenes MD. El trayecto se cubre con dos relaciones diarias por sentido. 